# Ioan al II-lea al Franței
Ioan al II-lea, supranumit Ioan cel Bun (în franceză Jean le Bon; n. 26 aprilie 1319, Le Mans, Franța – d. 8 aprilie 1364, Londra, Regatul Angliei), a fost rege al Franței din 1350 până la moarte. A fost al doilea suveran din Casa de Valois, probabil cel mai bine cunoscut ca regele care a fost învins în Bătălia de la Poitiers și făcut prizonier de Eduard de Woodstock., fiul regelui Eduard al III-lea al Angliei.

## Francul francez
Numele lui Ioan al II-lea este legat și de apariția francului ca monedă a Statului Francez.
Capturat de englezi la 19 septembrie 1356, după Bătălia de la Poitiers, regele Franței a trebuit răscumpărat. Suma solicitată drept răscumpărare a fost una enormă, 4 milioane de scuzi (ecus).
Nobilimea franceză a subscris, vărsând în acest scop importante cantități de aur.
Noua monedă a fost denumită franc, liber în limba franceză veche, destinația ei fiind aceea de a-l elibera pe rege (franceză affranchir le Roi). Expresiile legate de cuvinte cu această etimologie se păstrează în franceza modernă.
Primii franci au fost bătuți la Compiègne, pe 5 decembrie 1360. O monedă avea 3,87 grame de aur, echivalentul unei livre. 63 de monede de un franc reprezentau o marcă de aur, adică 244,75 grame.
Reprezentarea Regelui pe monedă este ecvestră, cu heraldica tradițională.
Ioan al II-lea scria într-una din cele trei ordonanțe emise la 5 decembrie 1360: „Am fost eliberat pe deplin din temniță și suntem franc și eliberat pururi.”
Starea economiei regatului, și așa precară, serios afectată de război, a fost puternic încercată de acest efort financiar.
Monarhul cu sănătate fragilă, încercat de vremurile tulburi, Ioan al II-lea a murit la Londra, unde se afla pentru noi negocieri cu Anglia, la 8 aprilie 1364. Trupul său a fost readus în Franța și înmormântat în Basilica Saint-Denis. Cripta sa a fost profanată de revoluționari în octombrie 1793.
A fost urmat la tron de fiul său, Carol al V-lea.

## Căsătorii și descendenți
Ioan al II-lea s-a căsătorit la 23 iulie 1332 cu Bonna de Luxemburg fiica regelui Ioan al Boemiei și a cărei mamă, Elisabeta de Boemia, aparținea casei conducătoare a Boemiei. Copiii născuți din această căsătorie au fost:
- Blanche (1336–1337);
- Caterina (1337–1337);
- Carol al V-lea (1338 – 1380);
- Ludovic de Anjou (1339 – 1384), fondatorul liniei tinere a Casei de Anjou;
- Ioan de Berry (1340 – 1416);
- Filip al II-lea (1342 – 1404), fondatorul Casei de Burgundia;
- Ioana (1343 – 1373), căsătorită la 3 noiembrie 1353 cu Carol al II-lea, regele Navarei;
- Maria (1344 – 1404), căsătorită la 5 octombrie 1364 cu Robert I, duce de Bar (Haus Scarponnois)
- Agnes (1345 – 1349);
- Margareta (1347 – 1356);
- Isabella (1348 – 1372) căsătorită în iunie 1360 cu Gian Galeazzo Visconti, duce de Milano;

Bonna a murit de ciumă în 1349.
Pe 19 februarie 1350 Ioan s-a căsătorit cu Ioana de Boulogne. Toți copiii rezultați din această căsătorie au murit foarte mici:
- Blanche (1350–1353),
- Caterina (1352–1353),
- o fiică (1353–1353),
- un fiu, probabil (1354–1354).